# Струмень (гміна)
Гміна Струмень (пол. Gmina Strumień) — місько-сільська гміна у південній Польщі. Належить до Цешинського повіту Сілезького воєводства.
Станом на 31 грудня 2011 у гміні проживало 12 546 осіб.

## Територія
Згідно з даними за 2007 рік площа гміни становила 58.40 км², у тому числі:
- орні землі: 70.00%
- ліси: 15.00%

Таким чином, площа гміни становить 8.00% площі повіту.

## Населення
Станом на 31 грудня 2011:
| Опис     | Загалом | Загалом | Чоловіки | Чоловіки | Жінки | Жінки |
| -------- | ------- | ------- | -------- | -------- | ----- | ----- |
| одиниця  | осіб    | %       | осіб     | %        | осіб  | %     |
| все      | 12546   | 100     | 6261     | 49.90    | 6285  | 50.10 |
| міське   | 3556    | 100     | 1786     | 50.22    | 1770  | 49.78 |
| сільське | 8990    | 100     | 4475     | 49.78    | 4515  | 50.22 |

## Сусідні гміни
Гміна Струмень межує з такими гмінами: Гажлях, Ґочалковіце-Здруй, Дембовець, Зебжидовіце, Павловіце, Пщина, Скочув, Хибе.